# Сакович, Касьян

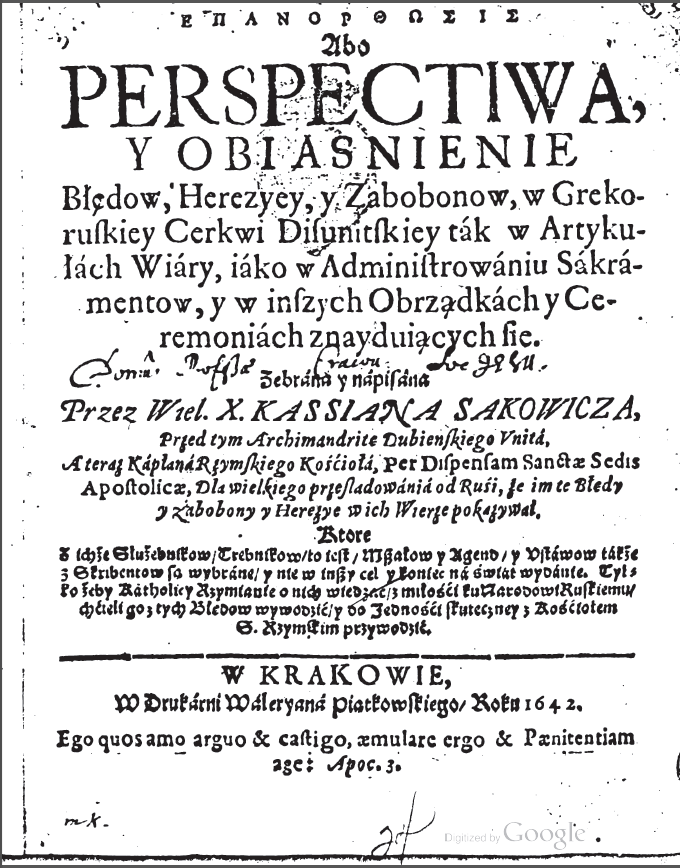
Kasjan Sakowicz «Ἐπανόρθωσις abo perspectiwa i objaśnienie błędów, herezjej i zabobonów w grekoruskiej cerkwi disunitskiej tak w artykułach wiary jako w administrowaniu sakramentów i w inszych obrządkach i ceremoniach znajdujących się» («Έπανόρτωσις, или Перспектива, или Изображение заблуждений, ересей и суеверий Греко-Русской дезунитской Церкви, находящихся как в догматах веры, так в совершении таинств и в других обрядах и церемониях»).

Касьян Сако́вич (в миру — Каллист (Каликст) Сако́вич, пол. Kasjan (Kalikst) Sakowicz; 1578, с. Потелич, Русское воеводство, Речь Посполитая — 1647, Краков, Речь Посполитая) — церковный деятель Речи Посполитой, православный монах Дубенского Крестовоздвиженского монастыря на Волыни, в 1626 году перешедший в унию, а около 1640 года — из унии в католичество. Автор полемических сочинений в защиту унии церквей и перехода из православной веры в католическую. Не добившись желаемых результатов, Сакович жаловался на «укоризны, поношения и смехотворения» своих православных соплеменников, отчего переселился в Краков.

## Биография
Родился в семье православного священника из Потелича (Речь Посполитая). Саковичи были шляхтичами герба Корвина.
Учился в Краковской и Замойской академиях.
Сакович был домашним учителем у волынского шляхтича, последнего православного сенатора Речи Посполитой Адама Киселя.
Предположительно в 1620 году в Киевском Богоявленском монастыре принял монашество с именем Кассиан. По протекции кн. Александра Острожского-Заславского Кассиан Сакович стал игуменом в двух монастырях в Дубне. В начале 1620-х годов — ректор Киево-Братской школы. В унию Сакович перешёл под влиянием митрополита Иосифа Рутского не позднее 1626 года.
В 1622 году, по смерти гетмана Сагайдачного, Сакович написал «Верши» о нём, и они были прочитаны при погребении гетмана. Вскоре они были изданы в виде брошюры.
В 1628 году, при митрополите Иове Борецком, в Киеве прошёл церковный собор, на котором униатская «Апология» Саковича была сожжена.
Около 1640 года Сакович перешёл из унии в католичество латинского обряда.
С принятием католиками нового григорианского календаря и григорианской пасхалии не прекращались споры с православными по данному вопросу, в 1640 году Сакович по этому поводу написал книгу «Kalendarz stary, w którym jawny i oczywisty błąd ukazuje się około święcenia Paschy, i responsa na zarzuty starokalendarzan, i co za pożytki ruskiemu narodowi z przyjęcia nowego kalendarza» («Календарь старый, в котором явно и очевидно заблуждения показаны о священной Пасхе, и ответы на обвинения старокалендарников, и какие преимущества русскому народу с принятием нового календаря»), в которой убеждал православных принять новый календарь.
В 1642 году, служа ксендзом в Кракове, он издал на польском языке сочинение «Ἐπανόρθωσις abo perspectiwa i objaśnienie błędów, herezjej i zabobonów w grekoruskiej cerkwi disunitskiej tak w artykułach wiary jako w administrowaniu sakramentów i w inszych obrządkach i ceremoniach znajdujących się» («Έπανόρτωσις, или Перспектива, или Изображение заблуждений, ересей и суеверий Греко-Русской дезунитской Церкви, находящихся как в догматах веры, так в совершении таинств и в других обрядах и церемониях»).
Через два года, в 1644 году, киевский митрополит Пётр Могила издал «Λίθος, или Камень, брошенный с пращи истины св. православной Русской Церкви смиренным отцом Евсевием Пименом на сокрушение лживо-тёмной Перспективы… Кассиана Саковича».
Сакович написал также религиозно-полемические книги «Problemata» (1620), «Tractat о duszy» (1625), «Kalendarz stary» (1640) и др.
Скончался в 1647 году в Кракове.